# Federico Melchiorri
Federico Melchiorri (Treia, 6 gennaio 1987) è un calciatore italiano, attaccante dell'Aurora Treia.

## Caratteristiche tecniche
È dotato di caratteristiche proprie sia della prima che della seconda punta. Della seconda possiede il dribbling, la velocità, la fantasia e l'intelligenza, mentre del centravanti ha la forza fisica, il fiuto del gol, oltreché il gioco aereo e di sponda.

## Carriera
Muove i suoi primi passi nelle giovanili del Tolentino, con cui esordisce in prima squadra a 17 anni. Nel 2006 viene tesserato dal Siena. Esordisce in Serie A il 20 dicembre 2006 contro l'Empoli, sostituendo Cristian Molinaro nei minuti di recupero. Nel 2007 viene ceduto in compartecipazione alla Sambenedettese, che lo cede in prestito al Giulianova, in Serie C2. Nel 2010, dopo un lungo stop di 7 mesi a causa di un cavernoma venoso (attorcigliamento dei vasi sanguigni del cranio), riparte dalle serie minori, mettendosi in evidenza con il Tolentino e la Maceratese, in Serie D, attirando l'interesse da parte di squadre di categoria superiore. 
Il 15 luglio 2013 firma con il Padova. Esordisce in Serie B il 4 ottobre 2013 in Padova-Varese (3-2), bagnando l'esordio con una rete. Termina la stagione con 6 reti, che non bastano alla squadra per salvarsi. Il 24 luglio 2014 viene tesserato dal Pescara, con cui mette a segno 14 reti in campionato.
Il 23 giugno 2015 firma con il Cagliari, in Serie B. Esordisce con i rossoblu il 9 agosto contro la Virtus Entella in Coppa Italia (5-0), segnando una doppietta. Il 1º aprile 2016 si infortuna nel corso di un allenamento procurandosi la lesione del legamento crociato anteriore del ginocchio destro, terminando in anticipo la stagione – conclusa con la promozione in Serie A – con 8 reti in 27 presenze. Torna in campo il 26 settembre 2016 nel posticipo di Serie A contro la Sampdoria, realizzando allo scadere la rete che permette al Cagliari di battere i blucerchiati 2-1. Il 16 ottobre è protagonista della vittoria per 2-1 sul campo dell'Inter, segnando la rete del pareggio e propiziando la seconda. Il 17 dicembre subisce una ricaduta al ginocchio destro nel corso della gara giocata contro l'Empoli, terminando la stagione con largo anticipo.
L'8 gennaio 2018 passa al Carpi con la formula del prestito oneroso (200.000 euro) con diritto di riscatto fissato a 1.3 milioni di euro. Termina la stagione segnando 7 reti – rivelandosi il miglior marcatore in campionato del Carpi – in 21 gare. L'11 luglio 2018 passa a titolo definitivo al Perugia. In tre campionati gioca 87 partite con il Grifo, centrando 19 bersagli. Il 31 agosto 2021 passa in prestito alla SPAL. Mette a segno la sua prima rete con gli estensi il 6 novembre contro la Cremonese (1-1). Terminato il prestito, nella stagione 2022-2023 torna al Perugia, e sigla 3 reti in 18 partite. Il 27 gennaio 2023, la società umbra cede Melchiorri all'Ancona, con cui rimane per un semestre.
All'esordio segna una rete nel pari contro la Vis Pesaro cui seguono il gol segnato contro il Montevarchi e la doppietta rifilata alla capolista Reggiana.
Dopo due stagioni alla Recanatese, prima in Serie C, poi, in D, nell'estate del 2025 scende in Promozione firmando per l'Aurora Treia.

## Statistiche

### Presenze e reti nei club
Statistiche aggiornate al 10 maggio 2025.
| Stagione          | Squadra           | Campionato        | Campionato | Campionato | Coppe nazionali | Coppe nazionali | Coppe nazionali | Coppe continentali | Coppe continentali | Coppe continentali | Altre coppe | Altre coppe | Altre coppe | Totale | Totale |
| Stagione          | Squadra           | Comp              | Pres       | Reti       | Comp            | Pres            | Reti            | Comp               | Pres               | Reti               | Comp        | Pres        | Reti        | Pres   | Reti   |
| ----------------- | ----------------- | ----------------- | ---------- | ---------- | --------------- | --------------- | --------------- | ------------------ | ------------------ | ------------------ | ----------- | ----------- | ----------- | ------ | ------ |
| 2004-gen. 2005    | Tolentino         | C2                | 10         | 0          | CI-C            | 3               | 2               | -                  | -                  | -                  | -           | -           | -           | 13     | 2      |
| gen.-giu. 2005    | Riccione          | D                 | 2          | 0          | CI-D            | 0               | 0               | -                  | -                  | -                  | -           | -           | -           | 2      | 0      |
| 2005-2006         | Tolentino         | D                 | 18         | 7          | CI-D            | 2               | 2               | -                  | -                  | -                  | -           | -           | -           | 20     | 9      |
| 2006-2007         | Siena             | A                 | 1          | 0          | CI              | 0               | 0               | -                  | -                  | -                  | -           | -           | -           | 1      | 0      |
| 2007-2008         | Giulianova        | C2                | 14         | 2          | CI-C            | 0               | 0               | -                  | -                  | -                  | -           | -           | -           | 14     | 2      |
| 2008-gen. 2009    | Sambenedettese    | 1D                | 4          | 0          | CI-LP           | 3               | 1               | -                  | -                  | -                  | -           | -           | -           | 7      | 1      |
| gen.-giu. 2009    | Poggibonsi        | 2D                | 12+2       | 0+1        | CI-LP           | 0               | 0               | -                  | -                  | -                  | -           | -           | -           | 14     | 1      |
| 2009-2010         | Giulianova        | 1D                | 25         | 3          | CI              | 1               | 0               | -                  | -                  | -                  | -           | -           | -           | 26     | 3      |
| Totale Giulianova | Totale Giulianova | Totale Giulianova | 39         | 5          |                 | 1               | 0               |                    | -                  | -                  |             | -           | -           | 40     | 5      |
| 2010-2011         | Tolentino         | Ecc.              | 23+3       | 12+1       | CI-D            | 3               | 2               | -                  | -                  | -                  | -           | -           | -           | 29     | 15     |
| 2011-2012         | Tolentino         | Ecc.              | 31+3       | 23+3       | CI-D            | 8               | 4               | -                  | -                  | -                  | -           | -           | -           | 42     | 30     |
| Totale Tolentino  | Totale Tolentino  | Totale Tolentino  | 82+6       | 42+4       |                 | 16              | 10              |                    | -                  | -                  |             | -           | -           | 104    | 56     |
| 2012-2013         | Maceratese        | D                 | 30+3       | 22+3       | CI-D            | 1               | 1               | -                  | -                  | -                  | -           | -           | -           | 34     | 26     |
| 2013-2014         | Padova            | B                 | 30         | 6          | CI              | 2               | 0               | -                  | -                  | -                  | -           | -           | -           | 32     | 6      |
| 2014-2015         | Pescara           | B                 | 38+5       | 14         | CI              | 2               | 0               | -                  | -                  | -                  | -           | -           | -           | 45     | 14     |
| 2015-2016         | Cagliari          | B                 | 27         | 8          | CI              | 3               | 2               | -                  | -                  | -                  | -           | -           | -           | 30     | 10     |
| 2016-2017         | Cagliari          | A                 | 10         | 3          | CI              | 1               | 0               | -                  | -                  | -                  | -           | -           | -           | 11     | 3      |
| 2017-gen. 2018    | Cagliari          | A                 | 0          | 0          | CI              | 1               | 0               | -                  | -                  | -                  | -           | -           | -           | 1      | 0      |
| Totale Cagliari   | Totale Cagliari   | Totale Cagliari   | 37         | 11         |                 | 5               | 2               |                    | -                  | -                  |             | -           | -           | 42     | 13     |
| gen.-giu. 2018    | Carpi             | B                 | 21         | 7          | CI              | 0               | 0               | -                  | -                  | -                  | -           | -           | -           | 21     | 7      |
| 2018-2019         | Perugia           | B                 | 26         | 7          | CI              | 1               | 0               | -                  | -                  | -                  | -           | -           | -           | 27     | 7      |
| 2019-2020         | Perugia           | B                 | 27+2       | 3+1        | CI              | 3               | 1               | -                  | -                  | -                  | -           | -           | -           | 32     | 5      |
| 2020-2021         | Perugia           | C                 | 33         | 8          | CI              | 1               | 0               | -                  | -                  | -                  | SC-C        | 2           | 1           | 36     | 9      |
| ago-set. 2021     | Perugia           | B                 | 1          | 0          | CI              | 0               | 0               | -                  | -                  | -                  | -           | -           | -           | 1      | 0      |
| set. 2021-2022    | SPAL              | B                 | 27         | 5          | CI              | 1               | 0               | -                  | -                  | -                  | -           | -           | -           | 28     | 5      |
| 2022-gen. 2023    | Perugia           | B                 | 18         | 3          | CI              | 1               | 1               | -                  | -                  | -                  | -           | -           | -           | 19     | 4      |
| Totale Perugia    | Totale Perugia    | Totale Perugia    | 107+2      | 22         |                 | 6               | 2               |                    | -                  | -                  |             | 2           | 1           | 115    | 25     |
| gen.-giu. 2023    | Ancona            | C                 | 14+3       | 6          | CI-C            | -               | -               | -                  | -                  | -                  | -           | -           | -           | 17     | 6      |
| 2023-2024         | Recanatese        | C                 | 35+2       | 8+1        | CI-C            | -               | -               | -                  | -                  | -                  | -           | -           | -           | 37     | 9      |
| 2024-2025         | Recanatese        | D                 | 2          | 0          | CI-D            | 1               | 0               |                    | -                  | -                  |             | -           | -           | 3      | 0      |
| Totale Recanatese | Totale Recanatese | Totale Recanatese | 37+2       | 8+1        |                 | 1               | 0               |                    |                    |                    |             |             |             | 40     | 9      |
| Totale carriera   | Totale carriera   | Totale carriera   | 502        | 157        |                 | 37              | 16              |                    | -                  | -                  |             | 2           | 1           | 541    | 174    |

## Palmarès
- Campionato italiano di Serie B: 1

Cagliari: 2015-2016
- Serie C: 1

Perugia: 2020-2021 (girone B)